# Cabeza de Diego Gómez
Cabeza de Diego Gómez es una localidad perteneciente al municipio de Sando, en la provincia de Salamanca, comunidad autónoma de Castilla y León, España. En 2018 contaba con 10 habitantes.